# Fetești
Fetești es una ciudad con estatus de municipiu de Rumania en el distrito de Ialomița.

## Geografía
Se encuentra a una altitud de 20 m sobre el nivel del mar y a 148 km de la capital, Bucarest.

## Demografía
Según estimación 2012 contaba con una población de 36 889 habitantes.
| 1948   | 1956   | 1966   | 1977   | 1992   | 2002   | 2012   |
| 11 946 | 15 383 | 21 412 | 27 491 | 35 374 | 33 294 | 36 889 |